# Fredrik August av Anhalt-Zerbst
Fredrik August av Anhalt-Zerbst, född 8 augusti 1734, död 3 mars 1793, var furste av Anhalt-Zerbst mellan 1747 och 1793. Under de första åren av hans regering var han omyndig och regeringen styrdes därför av hans mor; efter att han tvingades fly undan preussisk invasion 1758, styrde han furstendömet i exil. Han var bror till Katarina den stora.

## Biografi
Fredrik August var son till Kristian August av Anhalt-Zerbst och Johanna Elisabeth av Holstein-Gottorp. 
Han blev furste av Anhalt-Zerbst efter sin fars död 16 mars 1747. Eftersom han var tretton år och omyndig, tillsattes en förmyndarregering med hans mor som regent i hans ställe. 

### Regering
Han myndigförklarades då han fyllde 18 år 1752, då han formellt övertog styret själv. 
Fredrik August visade begränsat intresse för furstendömet och överlät styret på sin mor. Trots Anhalts neutralitet i början av sjuårskriget var hans mor Johanna Elisabeth värd för den franska markisen de Fraigne (ca 1726–1791), som anklagades för spionage och faktiskt hade fått i uppdrag av kardinal de Bernis att ta reda på om Ryssland skulle förbli lojalt mot den antipreussiska alliansen. Detta var anledningen till att Fredrik II av Preussen lät ockupera Anhalt militärt av major von Kleist den 22 februari 1758. 
Fredrik August och hans mor tvingades då fly till Paris. Från och med då regerade han i exil från sina olika residens med hjälp av sina hovråd i Anhalt-Zerbst och Jever, och därför överskuggades hans regeringstid av kaos, godtycke och despotism. Han var 1765-1780 bosatt i Basel i Schweiz, och 1780-1793 i Luxemburg. Han införde religionsfrihet 1776, och bidrog med soldater till den engelska sidan i det amerikanska frihetskriget 1776-1783. 

### Familj
Fredrik August gifte sig 1753 med Caroline Wilhelmina Sophia av Hessen-Kassel (död 1759), och 1764 med Friederike Auguste Sophie av Anhalt-Bernburg. Han fick inga barn. Med hans död dog den härskande linjen ut och landet delades mellan de andra Anhalt-staterna Anhalt-Bernburg, Anhalt-Köthen och Anhalt-Dessau 1797. Jever, som hade varit under furstendömet Anhalt-Zerbsts överhöghet, överlämnades till hans syster Katarina den stora, som utnämnde hans änka att regera det åt henne som guvernör. År 1818 överlät Ryssland suveräniteten över Jeverland till storfurstendömet Oldenburg. Först efter Friedrich Augusts andra hustrus död 1827 återvände Jever formellt till huset Oldenburg.